# Eryngium tzeltal
Eryngium tzeltal är en flockblommig växtart som beskrevs av Lincoln Constance. Eryngium tzeltal ingår i släktet martornar, och familjen flockblommiga växter. Inga underarter finns listade i Catalogue of Life.